# Simon van den Bergh

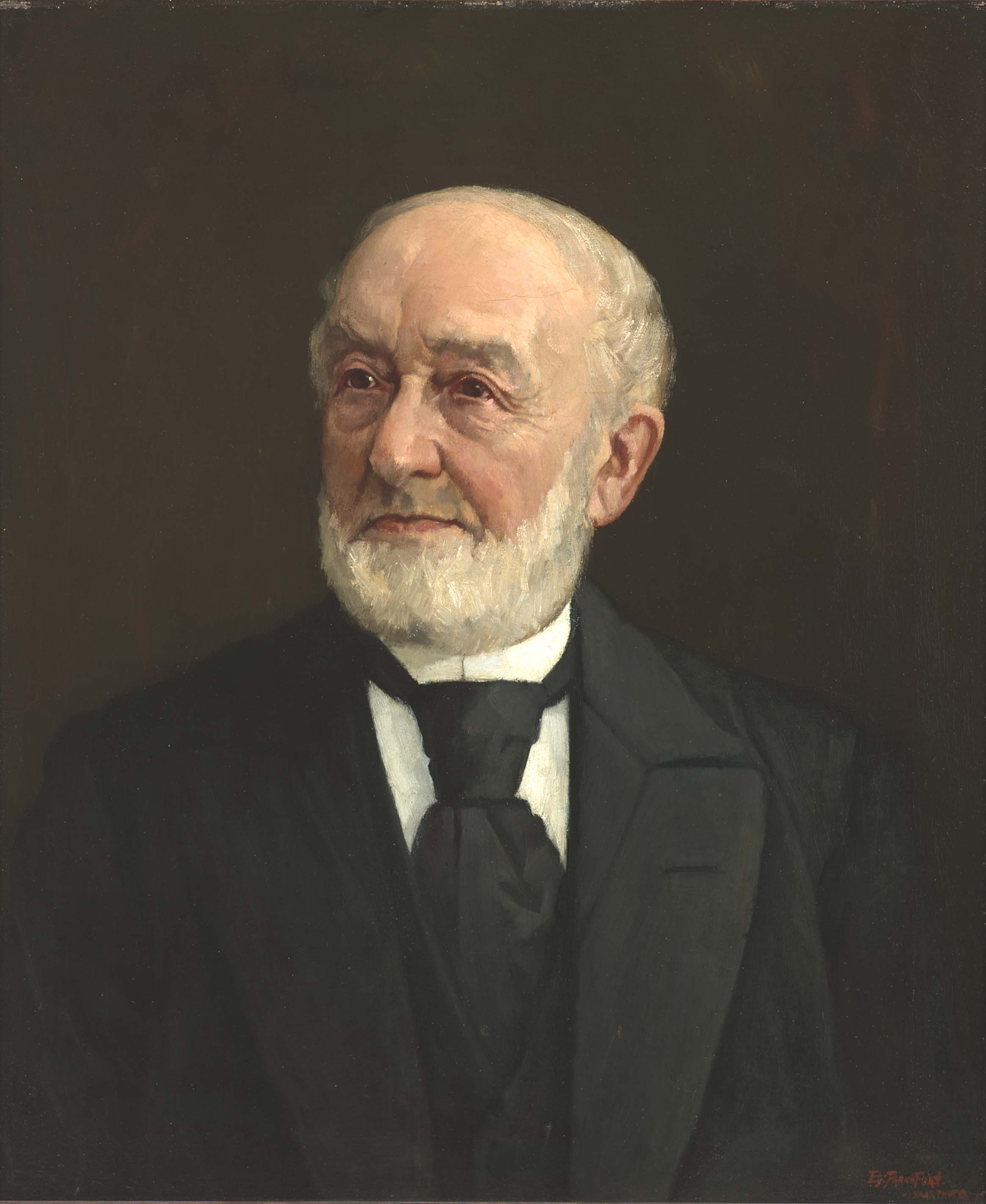
Simon van den Bergh

Simon van den Bergh (* 26. Oktober 1819 in Geffen; † 6. April 1907 in Rotterdam) war ein niederländischer Fabrikant.
Van den Bergh stammt aus dem niederländischen Oss. Schon als Jugendlicher trat er in das Kolonialwarengeschäft seines Vaters ein. 

## Leben
In der zweiten Hälfte des 19. Jahrhunderts schrieb der französische Kaiser Napoleon III. ein Preisausschreiben aus, mit dem eine streichfähige Masse gesucht wurde, die der Butter ähnlich sein, aber länger frisch bleiben und billiger herzustellen sein sollte. Hintergedanken des französischen Herrschers war es dabei, die neue Erfindung als Verpflegung seiner Truppen im Felde zu benutzen. Drei Jahre – von 1866 bis 1868 – arbeitete der Chemiker Hippolyte Mège-Mouriès mit Hochdruck an einer Kunstbutter, dann schlug die Geburtsstunde der Margarine. 
Simon van den Bergh erkannte die volkswirtschaftliche Bedeutung der Margarine und bemühte sich, die Zusammensetzung der Kunstbutter vom Erfinder zu erhalten. Als er das erreichte, begann er in seiner im Jahre 1872 im niederländischen Oss gegründeten Firma mit der Margarineproduktion. 
Von Oss aus wurde die neue Kunstbutter auch in das niederrheinische Gebiet nach Deutschland geliefert. 
Aus Rücksicht auf die einheimische (deutsche) Wirtschaft belegte die Regierung Bismarcks die Margarineeinfuhr van den Berghs mit einem Schutzzoll: Pro Tonne eingeführte Margarine musste ein Betrag von 200 Mark bezahlt werden. Um diesen Schutzzöllen zu entgehen, beschloss Simon van den Bergh seine Margarinefabrikation auf deutsches Gebiet zu verlegen. 
Die damalige Kurstadt Bad Cleve (heute: Kleve) lehnte eine Ansiedlung der Margarineproduktion auf ihrem Gebiet ab. Daher erwarb van den Bergh im Herbst 1887 ein 6.750 m² großes Grundstück von der damaligen Gemeinde Kellen in unmittelbarer Nähe zum Klever Bahnhof (heute: van-den-Bergh-Straße). Die Genehmigung zur Errichtung einer Margarinefabrikation wurde am 3. Mai 1888 erteilt und bereits am 20. August 1888 begann mit 14 Arbeitern die Margarineproduktion in Kellen. 
1904 wurde die Marke Sanella als Mandelmilch-Pflanzenbutter-Margarine eingeführt. Im Sommer 1929 (nach dem Tod von Simon van den Bergh) schlossen sich die Margarinewerke Van den Bergh in Kleve und Jurgens & Prinzen in Goch zur Union Deutsche Lebensmittelwerke zusammen. Noch im selben Jahr folgte eine weiterreichende Fusion mit dem englischen Seifenhersteller Lever. Mit der Gründung von Unilever war der dritte und entscheidende Schritt getan.